# NGC 4669
NGC 4669 (również PGC 42942 lub UGC 7925) – galaktyka spiralna (Sb), znajdująca się w gwiazdozbiorze Wielkiej Niedźwiedzicy. Odkrył ją William Herschel 14 kwietnia 1789 roku.